# Аксиом
Карлос Руис (исп. Carlos Ruiz, род. 9 мая 1996, Мадрид) — испанский рестлер. В настоящее время он выступает в WWE на бренде SmackDown под именем Аксиом (англ. Axiom). 
Он также выступал в NXT UK, где стал первым обладателем кубка наследия NXT UK. Ранее он выступал в американских и европейских независимых промоушнах, в частности в Pro Wrestling Guerrilla (PWG), Progress Wrestling, Chikara, Defiant Wrestling и White Wolf Wrestling (Triple W). Руис — первый рестлер испанского происхождения, подписавший контракт с WWE. В 2018 году Руис стал первым испанцем и, в возрасте 20 лет, самым молодым рестлером, который когда-либо участвовал в одиночном матче, получившем оценку 5 звезд от Дейва Мельтцера из Wrestling Observer Newsletter.

## Карьера в рестлинге

### WWE (с 2019)
Эй-Кид дебютировал в WWE вместе со своим товарищем Карлосом Ромо 20 апреля 2019 года, где они были побеждены «Галлами» (Марк Коффи и Вольфганг) во время серии записей NXT UK. 17 октября 2019 года было объявлено, что Эй-Кид подписал контракт с брендом NXT UK. Он дебютировал в одиночном матче 31 октября 2019 года, победив Кассиуса Оно. 26 ноября 2020 года Эй-Кид стал первым в истории обладателем кубка наследия NXT UK, победив в финале Трента Севена. В выпуске NXT UK от 20 мая 2021 года Эй-Кид уступил кубок Тайлеру Бейту. В выпуске NXT UK от 14 октября Эй-Кид встретился с Ильей Драгуновым за титул чемпиона Соединённого Королевства NXT, но потерпел поражение. В июле 2022 года Руис получил образ в супергероя в маске по имени Аксиом.

## Титулы и достижения
- ATTACK! Pro Wrestling
  - Командный чемпион ATTACK! (1 раз) — с Адамом Чейзом[6]
- Pro Wrestling Illustrated
  - № 118 в топ 500 рестлеров в рейтинге PWI 500 в 2021[7]
- Westside Xtreme Wrestling
  - Ambition: Wildcard Edition (2019)[8][9]
- White Wolf Wrestling
  - Абсолютный чемпион Triple W (3 раза)[10]
  - Экстремальный чемпион Triple W (1 раз)[11]
  - Чемпион Triple W в тяжёлом весе (1 раз)[12]
- WWE
  - Кубок наследия NXT UK (1 раз, первый)[13][14]
  - Турнир за кубок наследия NXT UK (2020)[15]
  - Командный чемпион NXT (1 раз) — с Нейтаном Фрейзером